# Chapelle Sainte-Marie d'Eunate
La chapelle Sainte-Marie d'Eunate est une église romane de la fin du  XIIe siècle, située en Navarre (Espagne) sur le chemin de Saint-Jacques-de-Compostelle, plus précisément sur le Camino aragonés, cinq kilomètres avant d'arriver à Puente la Reina. Elle n'est pas dans un village, mais isolée dans la campagne.

## Présentation
Elle a une forme octogonale, et est entourée d'un cloître, son abside, dont les modillons représentent des visages humains, est pentagonale à l'extérieur et semi-circulaire à l'intérieur.
Son origine est mystérieuse. Depuis la fin du XIXe siècle, différentes théories ont expliqué l'origine et la fonction d'Eunate. En raison de son plan octogonal, on a pensé qu'il s'agissait d'une église templière, en lien avec le Saint-Sépulcre de Torres del Rio, un peu plus loin sur le chemin de Compostelle, ou d'autres églises à plan centré, comme le couvent templier de Tomar au Portugal, l'église du Temple à Londres ou le Saint-Sépulcre de Pise. 
Cette origine templière supposée et l'isolement du site ont nourri des explications ésotériques et entretiennent l'aura de mystère qui entoure l'église. Car la présence de chevaliers Templiers dans cette partie de la Navarre n'est pas très documentée, au contraire de celle de l'autre grand ordre militaire, les chevaliers de Saint-Jean de Jérusalem, ou Hospitaliers, qui tenaient des hôtels pour les pèlerins de Saint-Jacques. Des ossements et des coquilles de saint-Jacques ont été retrouvés à Eunate, ce qui accrédite la thèse de la chapelle d'un hospice accueillant les pèlerins.

## Protection
La chapelle fait l’objet d’un classement en Espagne au titre de bien d'intérêt culturel depuis le 3 juin 1931.

## Galerie

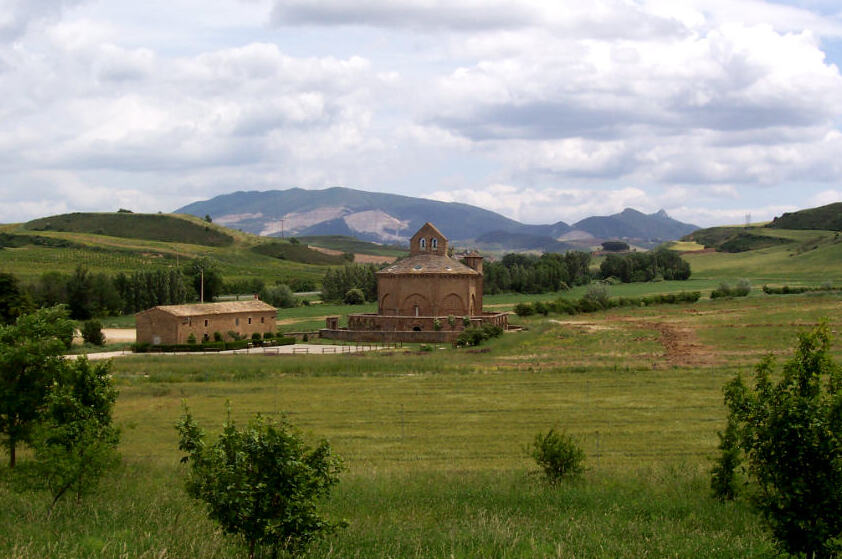
Vue générale.
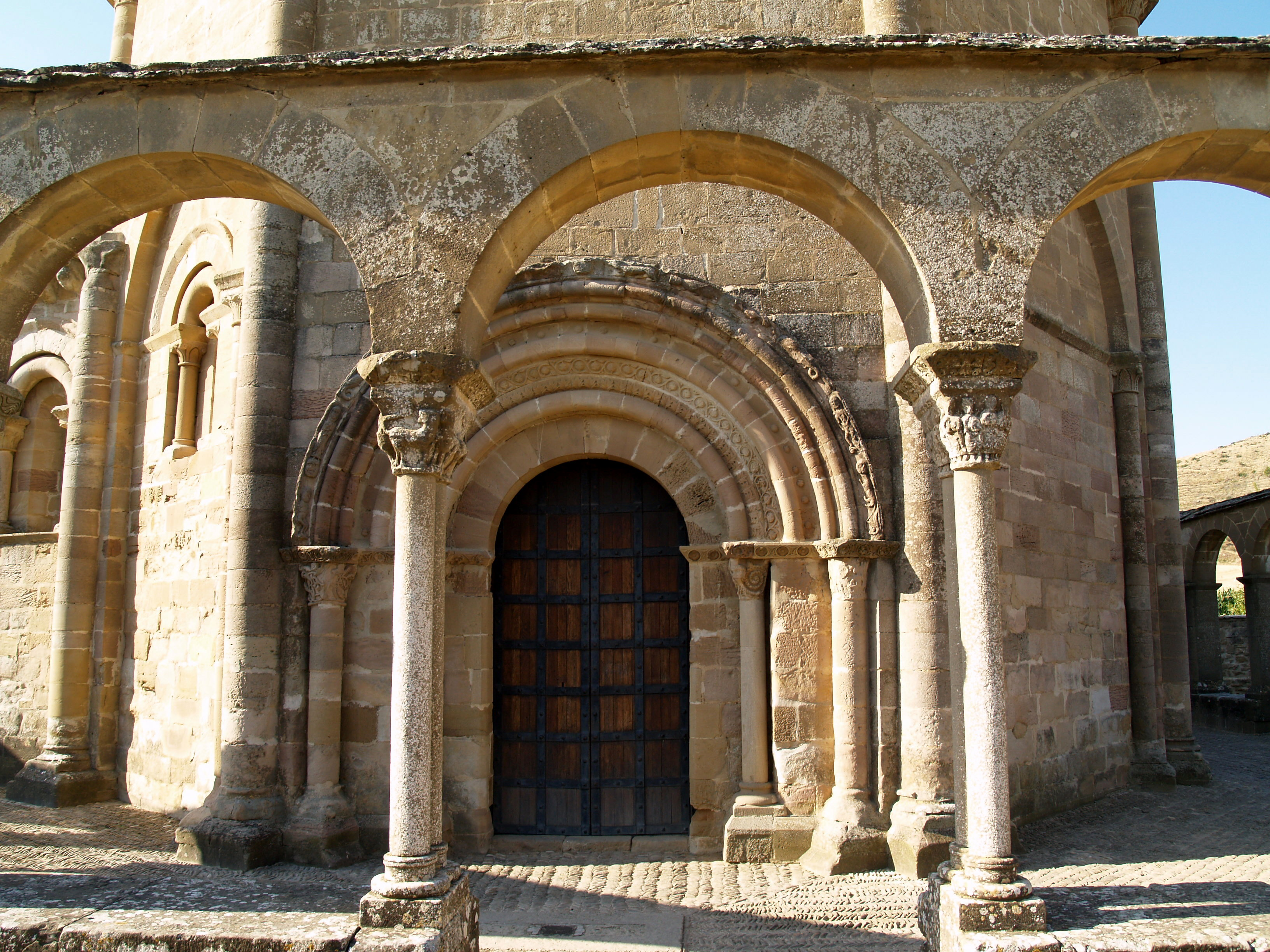
Le portail.
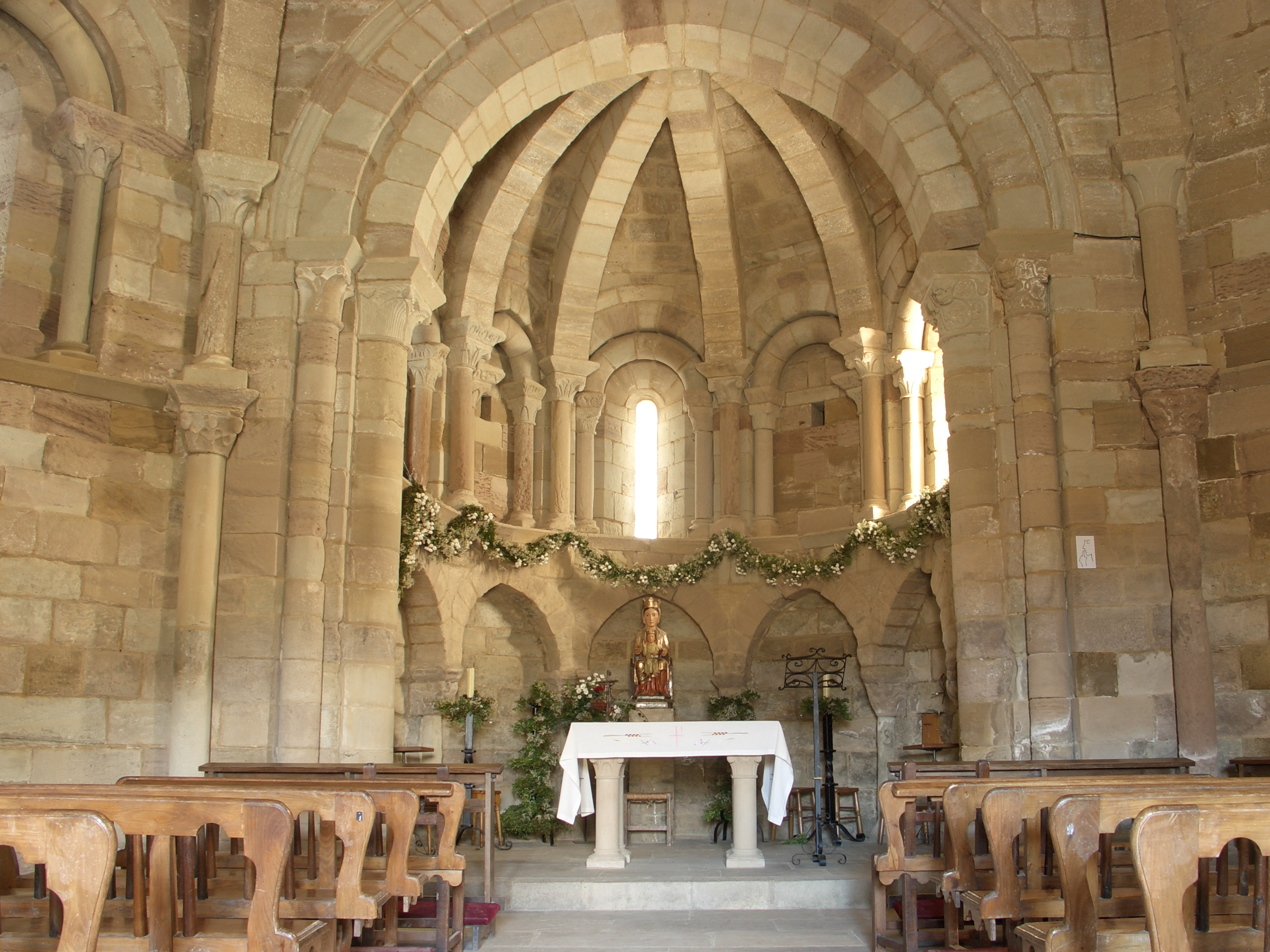
L'intérieur de l'église.
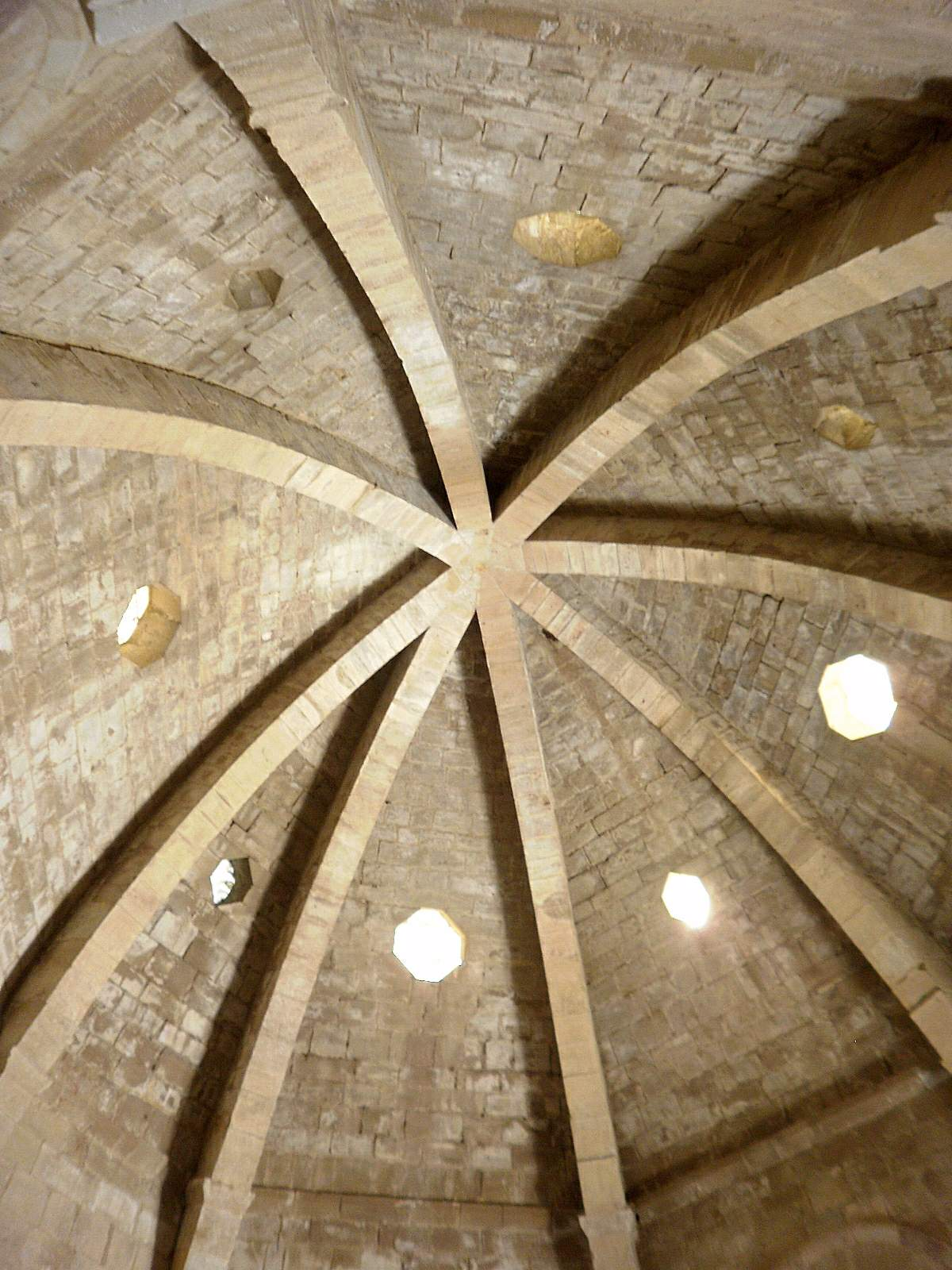
La coupole à huit nervures.
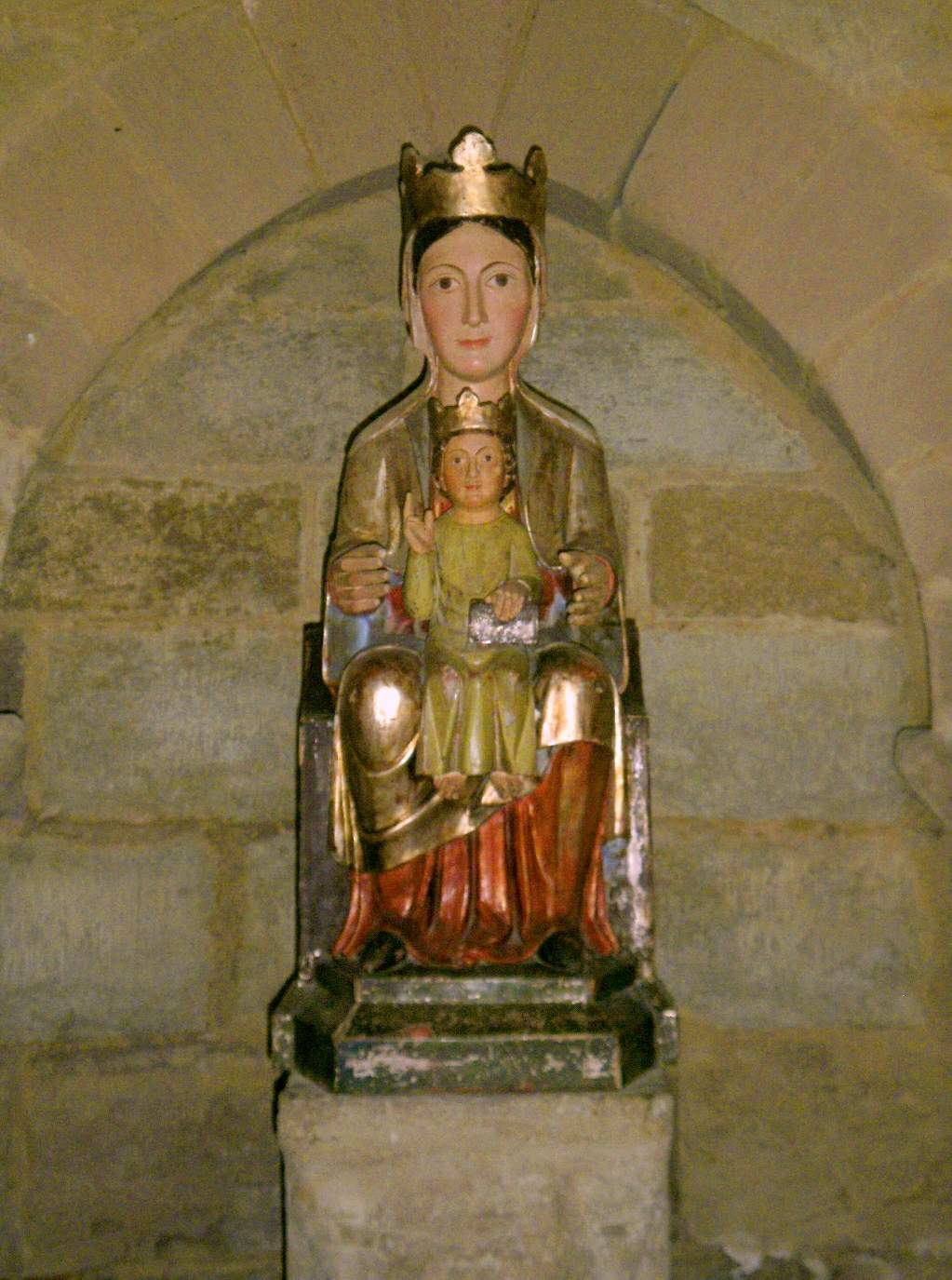
La Vierge d'Eunate.